# 智慧山
71°33′S 163°33′E / 71.550°S 163.550°E
智慧山是南極洲的山峰，位於維多利亞地的彭內爾海岸，屬於鮑爾斯山脈的一部分，是莫勒山的西北部，海拔高度2,000米，由新西蘭南極名稱委員會命名。